# Inga Gentzel

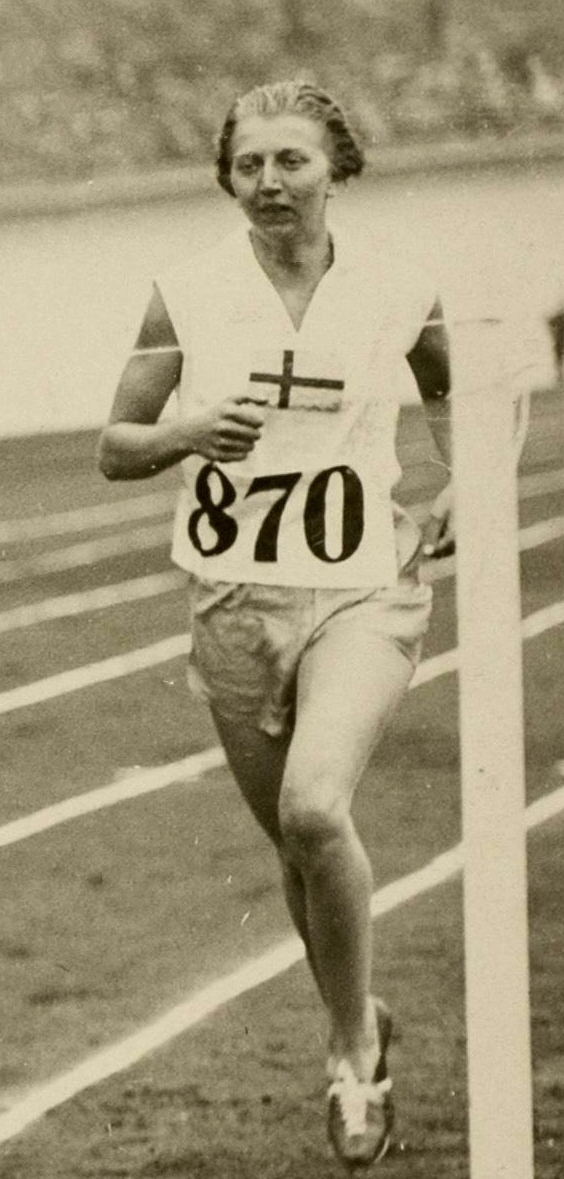
Inga Gentzel, 1928

Inga Kristina Gentzel (* 24. April 1908 in Stockholm; † 1. Januar 1991 in Nyköping) war eine schwedische Mittelstreckenläuferin und Olympiamedaillengewinnerin.
1926 startete Gentzel bei den Frauen-Weltspielen in Göteborg. Im 1000-Meter-Lauf belegte sie nach 3:09,4 Minuten den zweiten Platz hinter der Britin Edith Trickey.
Am 16. Juni 1928 stellte sie in Stockholm in 2:20,4 Minuten einen neuen Weltrekord im 800-Meter-Lauf auf. Vor den Olympischen Sommerspielen 1928 verbesserte die deutsche Lina Radke den Weltrekord auf 2:20,0 Minuten. In Amsterdam wurden erstmals bei Olympischen Spielen leichtathletische Wettbewerbe für Frauen ausgetragen. Im olympischen Finale in Amsterdam blieben drei Läuferinnen unter dem Weltrekord von Radke. Lina Radke gewann Gold in 2:16,8 Minuten vor der Japanerin Kinue Hitomi, Gentzel gewann Bronze und verbesserte den schwedischen Rekord auf 2:18,8 Minuten. Der von ihr aufgestellte Rekord hatte Bestand bis 1943, als Anna Larsson ihn in Göteborg verbesserte.
Gentzel gewann von 1928 bis 1931 vier schwedische Meistertitel über 800 Meter, 1929 gewann sie auch den 200-Meter-Lauf. Nach ihrer sportlichen Karriere heiratete sie und wurde unter dem Namen Inga Dahlgren Sängerin. Zusammen mit Ulla Castegren und Anna-Lisa Cronström bildete sie das Trio Rita, ihre Schallplatten wurden im Unterhaltungsprogramm des schwedischen Radios gespielt.